# آناستازیا مارکوویچ
آناستازیا مارکوویچ (انگلیسی: Anastasiya Markovich؛ زادهٔ ۲۳ اکتبر ۱۹۷۹) نقاش اهل اوکراین است.